# Славко Бањац
Славољуб Недељковић (Трстеник, 17. октобра 1957) познатији као Славко Бањац је српски певач народне и поп музике. Музичку каријеру је почео 1987. албумом Једини грех. Највећи успех доживео је током 90-их година, након чега се повукао, да би 2018, после двадесет три године дискографске паузе снимио нови албум. До сада је снимио седам студијских албума.

## Биографија
Родом из Трстеника, Славољуб Недељковић постао је познат као Славко Бањац по оближњој Врњачкој Бањи. Основно образовање и основну музичку школу завршио је у Трстенику. На теоретском одсеку Музичке гимназије „Др Војислав Вучковић“ у Нишу, стекао је средње музичко образовање 1976. године. Као први инструмент током школовања изабрао је клавир, а као други хорну. Свој први албум, под називом Једини грех, Бањац је снимио са ансамблом Мише Мијатовића, 1987. Највећи успех у каријери доживео је у првој половини 90-их година 20. века, снимивши укупно шест студијских албума. Касније се повукао са естраде и покренуо сопствени посао. После двадесетогодишње паузе, Бањац је свој седми албум објавио средином 2018. године за издавачку кућу ПГП РТС. Добитник је Естрадно-музичке награде Србије (2018).
| - 1987. Једини грех (ПГП РТБ) - 1989. Не трује ме ово вино (ПГП РТБ) - 1990. Еј животе, што је узе (ПГП РТБ) - 1991. Певаћу да те преболим (ПГП РТБ) - 1993. Касно је (ПГП РТБ) - 1995. Лер (ПГП РТС) - 2018. Љубав као одговор (ПГП РТС) | - 1986. МЕСАМ - Туђе те испиле усне - 1987. Млава пева јулу, Велико Лаоле - Бар једно јутро с тобом - 1987. Хит парада - Једини грех - 1989. Шумадијски сабор - Кафана ме радо прима - 1989. Хит парада - Не трује ме ово вино - 1989. МЕСАМ - Само једном волим - 1990. МЕСАМ - Око твоје неверно - 1991. МЕСАМ - Какав је ово свануо дан - 1992. Хит парада - Хеј љубави, равно поље - 1992. МЕСАМ - Певаћу да те заборавим - 1996. МЕСАМ - Покажи ми пут - 2019. Тамбурица фест, Нови Сад - Чарда, победничка песма и прва награда за интерпретацију - 2020. Сабор, Београд - Гост прве такмичарске вечери фестивала и добитник Естрадно - музичке награде Србије за животно дело |